# Beata Szydło
Beata Maria Szydło, född Kusińska den 15 april 1963 i Oświęcim, är en polsk politiker. Hon var Polens premiärminister mellan den 16 november 2015 och den 11 december 2017. Hon utsågs till premiärministerkandidat för det socialkonservativa partiet Lag och Rättvisa (PiS) den 22 juni 2015 och ledde sedan partiet till en jordskredsseger i valet 2015. Hon blev därmed Polens tredje kvinnliga premiärminister efter Hanna Suchocka and Ewa Kopacz.
Hon är ledamot av Europaparlamentet sedan juli 2019.

## Uppväxt
Szydło är uppvuxen i närheten av Brzeszcze. Hennes far var gruvarbetare. Hon har en masterexamen (M.A.) i etnografi vid Jagellonska universitetet i Kraków 1989.
1989-1995 var hon doktorand vid fakulteten för filosofi och historia på Jagiellonska universitetet i Krakow, hon doktorerade 1995. 1997 avslutade hon en postdoktoral forskningstjänst vid handelshögskolan i Warszawa inom kulturell förvaltning och slutförde sedan ett uppdrag vid handelshögskolan i Krakow inom förvaltningen för lokalt självstyre inom EU. Hon arbetade senare vid historiska museet i Krakow och 1997-1998 var hon chef för kulturcentrumet i Brzeszcz där hon stannade till 2005.

## Politisk karriär
Szydło valdes till borgmästare för Brzeszcze när hon var 35 år gammal. I parlamentsvalet 2005 valdes hon in i Sejmen som kandidat för Lag och Rättvisa.
År 2005 gick hon med i partiet Medborgarplattformen, men hon fann sig inte tillrätta där utan gick istället med i det socialkonservativa partiet Lag och Rättvisa (PiS).Från deras lista valdes hon till suppleant med det bästa resultatet i Chrzanów-valkretsen (14 447 röster). I Sejmen var hon medlem i ekonomikommittén och lokalt självstyrande- och regionalpolitikskommitté. I parlamentsvalet 2007 fick hon för andra gången ett parlamentariskt mandat med 20 486 röster. Den 24 juli 2010 blev hon vice president för Lag och Rättvisa. Vid valet till Sejmen 2011 ansökte hon om omval och fick 43 612 röster . I september 2014 ersatte hon Stanisław Kostrzewski som kassör av PiS (två år senare ersattes hon av Teresa Schubert på denna post). Under Sejmens sjätte period var hon medlem i offentliga finansutskottet, som vice ordförande. Under kampanjen i samband med presidentvalet 2015 ledde hon staben för sitt partis kandidat, Andrzej Duda, som vann valet.
Under Lag och Rättvisas partikonvent den 22 juni 2015 valdes Szydło till partiets premiärministerkandidat inför parlamentsvalet i oktober 2015. Hon ledde framgångsrikt valkampanjen under våren 2015 för Polens nyvalde president Andrzej Duda (PiS) som besegrade Medborgarplatformens kandidat Ewa Kopacz som varit premiärminister sedan ett år tillbaka.
Under hennes tid som premiärminister skulle hennes administration präglas av sammanstötningar i förhandlingar med EU om lagar och migration. Mot bakgrund av att många polacker sökt sig till Storbritannien efter EU-inträdet motsatte sig exempelvis Beata Szydłos regering Storbritanniens försök att inskränka rättigheter för EU-migranter. Dessa rättigheter låg senare dock på förhandlingsbordet när Polen i utbyte mot Storbritanniens linje ville ha en förstärkt militär närvaro från NATO i inom landets gränser. 2015 inleddes en konstitutionell kris som innebar att domstolen inte kunde fullgöra sin konstitutionella funktion som väktare av demokratin, rättsstaten och de mänskliga rättigheterna. Detta kritiserades officiellt från EU-håll.
Hon blev den 7 december ombedd av partiledningen att avgå som premiärminister. Dagen därefter utnämnde president Andrzej Duda Mateusz Morawiecki till ny premiärminister.

## Privatliv
Szydło är gift med Edward Szydło och de har två söner. Hon är en djupt troende katolik och omfamnar traditionella värderingar.